# کارلوس (فیلم)
کارلوس (انگلیسی: Carlos) فیلمی در ژانر وسترن به کارگردانی هانس وی. گایسندورفر است که در سال ۱۹۷۱ منتشر شد. از بازیگران آن می‌توان به آنا کارینا، جرالدین چاپلین، و توماس هانتر اشاره کرد.